# Richard Stone
 Sir John Richard Nicholas Stone (30. srpna 1913 Londýn – 6. prosince 1991 Cambridge) byl britský ekonom, který v roce 1984 získal Cenu Švédské národní banky za rozvoj ekonomické vědy na památku Alfreda Nobela za „fundamentální přínosy v oblasti soustav národních účtů a značné zdokonalení základů pro empirickou ekonomickou analýzu“.